# Ultima noapte senină
Ultima noapte senină (titlu original: A Midnight Clear) este un film american din 1992 regizat de Keith Gordon. Rolurile principale au fost interpretate de actorii Peter Berg, Kevin Dillon, Arye Gross, Ethan Hawke, Gary Sinise, Frank Whaley, John C. McGinley, Larry Joshua, David Jensen și Curt Lowens. Este o ecranizare a unui roman de William Wharton.
Acțiunea are loc la sfârșitul celui de-al doilea război mondial și prezintă povestea unui pluton de cercetași americani care descoperă un grup de 7 soldați germani care doresc să se predea în preajma Crăciunului.

## Prezentare
În faza incipientă a Bătăliei de la Bulge din decembrie 1944, o echipă mică de informații și recunoaștere a armatei americane (aleasă pentru IQ-ul lor ridicat) este trimisă să ocupe un castel pustiu lângă liniile germane pentru a aduna informații despre mișcările inamicului. Pierderile dintr-o patrulă anterioară au redus echipa la doar șase oameni: Sgt. Knott, Miller, Avakian, Shutzer, Wilkins și Mundy. În drum spre castel, bărbații descoperă cadavrele înghețate ale unui german și ale unui american într-o îmbrățișare în picioare, aparent aranjate de germani ca o glumă sinistră.
Instalându-se în casa lor temporară, ei descoperă curând că nu sunt singuri. Un grup de soldați germani a ocupat o poziție în apropiere. În timp ce patrulează, Knott, Miller și Shutzer văd trei soldați germani îndreptându-și armele spre ei, dar germanii dispar apoi fără să tragă. Germanii, în mod evident mai pricepuți și mai experimentați decât tinerii americani, încep o luptă cu bulgări de zăpadă într-o seară și le oferă un armistițiu de Crăciun. La început, americanii cred că germanii își bat joc de ei, dar în cele din urmă devine clar că germanii doresc să vorbească cu ei. Limba idiș a lui Shutzer este suficientă pentru a comunica cu ei și se dezvăluie că sunt un grup mic de soldați adolescenți conduși de un ofițer în vârstă. După ce au supraviețuit Frontului de Răsărit și simțind că sfârșitul războiului este iminent, germanii spun că doresc să se predea. Cu toate acestea, ei cer americanilor să pretindă că germanii au fost capturați în luptă pentru a-și proteja familiile de o posibilă răzbunare pentru dezertarea lor. Americanii sunt de acord, dar ascund planul de Wilkins, care a ajuns instabil mental de când a aflat despre moartea copilului său acasă.
Cele două grupuri se întâlnesc și pornesc să tragă cu armele în aer conform planului. Cu toate acestea, Wilkins aude împușcătura și crede că lupta este reală. Ajuns la fața locului, Wilkins deschide focul asupra nemților care, crezând că au fost păcăliți, ripostează imediat cu foc. Situația scapă repede de sub control și echipa lui Knott îi împușcă pe toți nemții, dar Mundy este rănit mortal și Shutzer este împușcat, dar supraviețuiește. Ultimele cuvinte ale lui Mundy este să-i roage pe ceilalți să nu-i spună lui Wilkins că încăierarea a fost plănuită ca falsă. Ofițerul superior al echipei sosește, mustrându-i pentru conduita lor, înainte de a-l duce pe Shutzer la tratament (au primit mai târziu vestea că a murit în spital). Lăsați din nou singuri, cei patru soldați rămași reflectă în liniște în timp ce încearcă să sărbătorească Crăciunul și să curețe trupul lui Mundy într-o cadă. Knott face un pariu de 100 de dolari cu un Wilkins descurajat că va supraviețui războiului. Echipa este forțată în curând să fugă, deoarece nemții atacă zona în forță. Purtând cadavrul lui Mundy, bărbații se deghizează în medici și evadează înapoi la liniile americane. Acolo, Knott este informat că Wilkins a fost recomandat pentru Steaua de Bronz (Bronze Star Medal, BSM) și transferat la grupul motorizat, în timp ce restul echipei va fi trimis în primele linii pentru a lupta ca infanterie obișnuită.
Ca epilog, se dezvăluie că, după război, Avakian s-a căsătorit, Miller a dispărut și Wilkins i-a trimis lui Knott 10 dolari într-o felicitare de Crăciun nescrisă în fiecare an, timp de zece ani, pentru a-i plăti banii lui Knott din pariu.

## Distribuție
- Peter Berg - Bud Miller
- Kevin Dillon - Mel Avakian
- Arye Gross - Stan Shutzer
- Ethan Hawke - Will Knott
- Gary Sinise - Vance 'Mother' Wilkins
- Frank Whaley - Paul 'Father' Mundy
- John C. McGinley - Maj. Griffin
- David Jensen - Sgt. Hunt
- Larry Joshua - Lt. Ware
- Curt Lowens - older German NCO
- Rachel Griffin - Janice
- Timothy Shoemaker - Eddie

## Producție
Părți din film au fost filmate în Park City, Utah.

## Recepție critică
Filmul a avut în mare parte recenzii pozitive, cu o evaluare favorabilă de 88% pe site-ul web al agregatorului de recenzii Rotten Tomatoes, pe baza a 40 de recenzii. Consensul site-ului web spune: „Frumos filmat și jucat minunat, Ultima noapte senină este un film de război de sărbători în căutarea unui public mai larg.” Un recenzor de la Washington Post l-a lăudat drept „un film de război complet diferit de oricare altul, o realizare convingătoare, care are mai mult suflet decât sânge și gloanțe.” Vincent Canby de la New York Times a lăudat construcția solidă a filmului, ajungând la concluzia că „În Ultima noapte senină, aproape totul funcționează.”  Scriind pentru Los Angeles Times, recenzorul Michael Wilmington a caracterizat filmul drept „... nu chiar un film de război grozav, dar cu siguranță unul sensibil, luminos și extrem de moral” și a adăugat că „în cel mai bun caz, este un strigăt abia stins împotriva prostiei și nedreptății războiului...”"
Revizuind lansarea DVD-ului filmului din 2012 în Observer, Philip French a descris filmul drept „o fabulă ironică, uneori suprarealistă... iar răsturnările intrigii sunt egalate de claritatea percepțiilor sale morale.”

## Premii
Filmul a fost nominalizat la Premiul Independent Spirit din 1993 – categoria Cel mai bun  scenariu – pentru Keith Gordon.